# Stare Kiełbonki
Stare Kiełbonki (niem. Alt Kelbonken, 1938–1945 Altkelbunken) – wieś w Polsce położona w województwie warmińsko-mazurskim, w powiecie mrągowskim, w gminie Piecki. 
| SIMC    | Nazwa       | Rodzaj    |
| ------- | ----------- | --------- |
| 0486400 | Ławny Lasek | część wsi |

## Historia
Zabudowa wsi ułożyła się w kształcie zagęszczonej ulicówki. O wsi Alt Kiełbonki wspomina w 1883 słownik geograficzny Królestwa Polskiego. Należała wówczas do powiatu ządzborskiego. W latach 1946–1975 miejscowość administracyjnie należała do tzw. dużego województwa olsztyńskiego, a w latach 1975–1998 do tzw. małego województwa olsztyńskiego. W 2011 miejscowość zamieszkiwało 306 osób, w 2012 – 318, a w 2013 – 313

## Obiekty

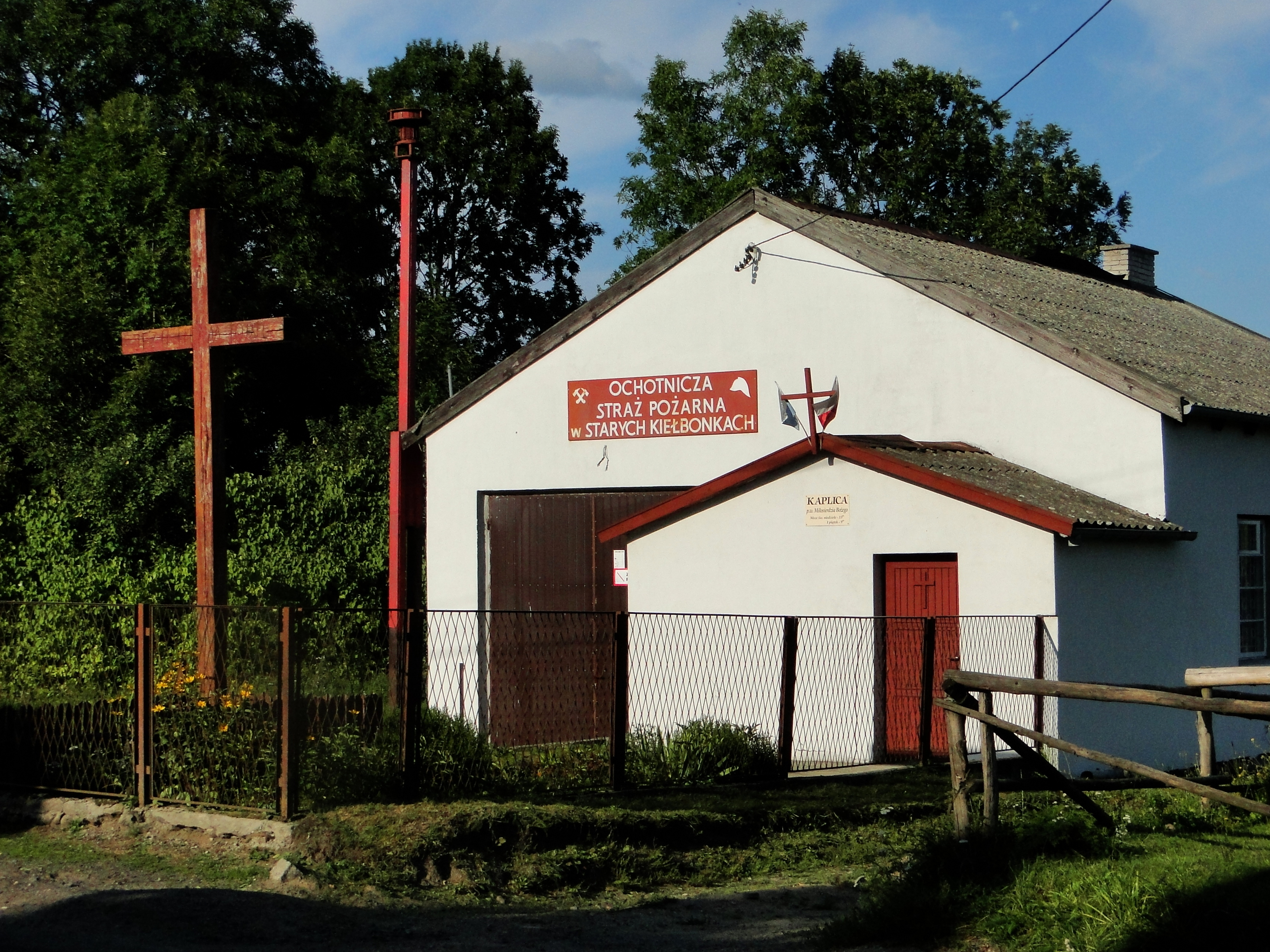
OSP Stare Kiełbonki

We wsi znajduje się m.in. sklep spożywczy,  ochotnicza straż pożarna z kaplicą oraz stacja paliw, a także stacja bazowa sieci komórkowej przedsiębiorstwa Polkomtel.
Istnieje tutaj także placówka edukacyjna – Szkoła Podstawowa w Starych Kiełbonkach ze świetlicą. W 2002 roku uczęszczało tutaj 54 uczniów. W 2017 roku szkoła została zamknięta i przerobiona na budynek mieszkalny.

## Turystyka

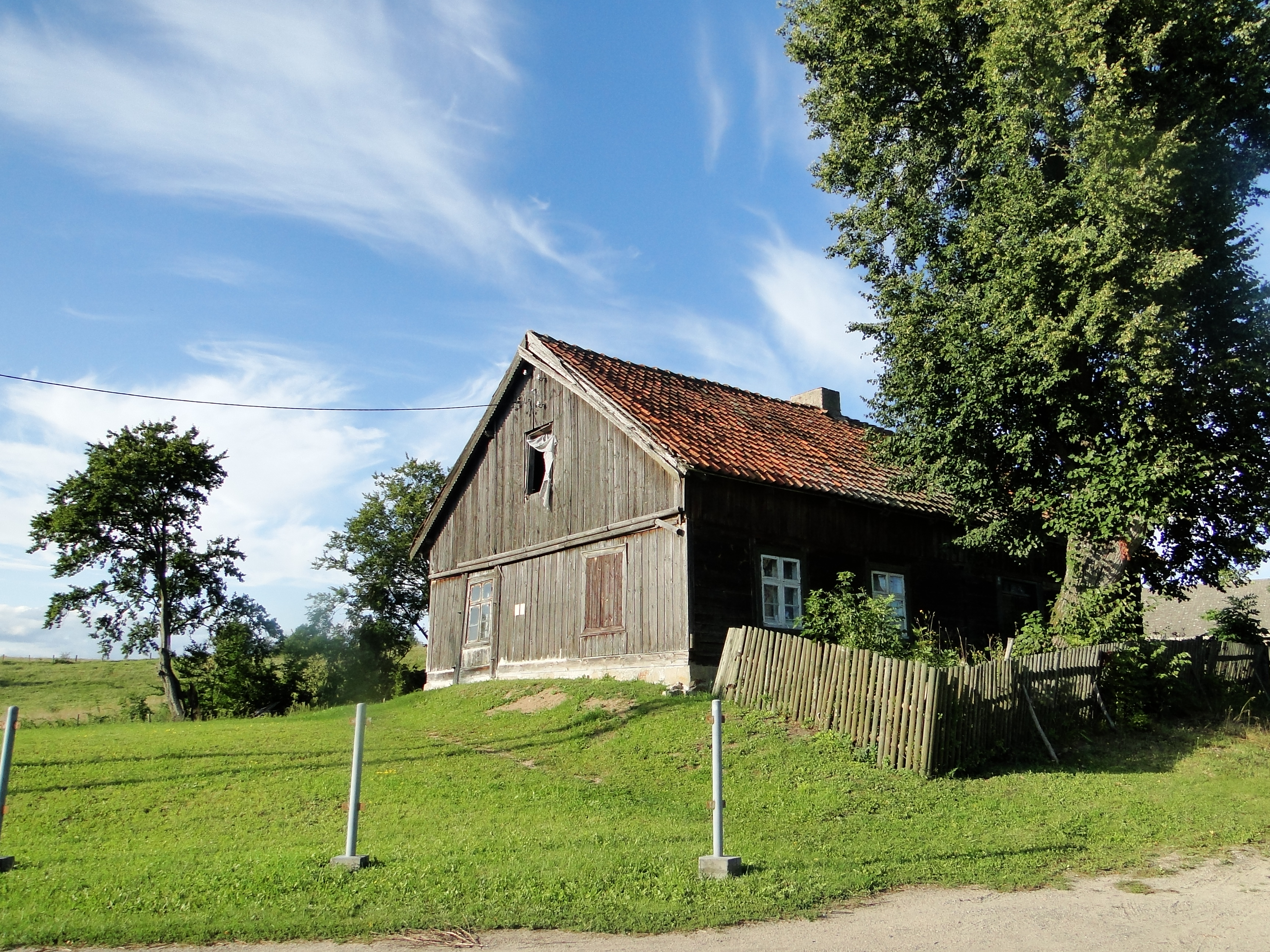
Stare Kiełbonki nr 4

We wsi znajdują się trzy zabytkowe drewniane domy – pod nr 4 i 11 z końca XIX, oraz pod nr 17 z początku XX wieku. Wpisane zostały do rejestru zabytków w 1989.
Miejscowość leży nad jeziorem Kiełbonki, gdzie istnieje kąpielisko.
Wieś graniczy z Mazurskim Parkiem Krajobrazowym i Puszczą Piską. Nieopodal znajduje się wieś Nowe Kiełbonki.
Najbliższa duża wieś to siedziba gminy Piecki, a najbliższe duże miasto to Mrągowo.

## Infrastruktura
Przez wieś przechodzą drogi krajowe 58 i 59. Istnieje tam również przystanek autobusowy PKS.
Na terenie wsi znajduje się hydrofornia. Badania Powiatowego Inspektora Sanitarnego z 2009 potwierdziły zdatność wody do spożycia.